# Yunuslar, Beyşehir
Yunuslar là một xã thuộc huyện Beyşehir, tỉnh Konya, Thổ Nhĩ Kỳ. Dân số thời điểm năm 2011 là 237 người.